# Carlo Maffeis
Carlo Maffeis (* 11. Januar 1883 in Mailand; † 12. September 1921 in Brescia) war ein italienischer Motorradrennfahrer.

## Leben
Carlo Maffeis war in den frühen Jahren des 20. Jahrhunderts ein Pionier des Motorradsports und obendrein auch ein begabter Kunstflieger. So begeisterte er beispielsweise 1911 bei der Flugschau Grande riunione aviatoria di Rimini in Rimini mit einer Blériot die Zuschauer.
Als Motorradrennfahrer siegte Maffeis bereits 1903 auf einer Saroléa beim Bergrennen Susa–Moncenisio. Im Jahr 1913 gewann er auf Moto Rêve die Italienische Straßenmeisterschaft in der 500-cm³-Klasse. 1914 fuhr er auf der Brooklands-Bahn auf einer Singer gegen G. E. Stanley. Sein jüngerer Bruder Miro war ebenfalls ein erfolgreicher Motorradrennfahrer. Mit Nando, dem dritten Bruder, führten sie das Bianchi-Werksteam an und bereiteten die Motoren für die Rennen vor. Im Jahr 1920 stellte Carlo Maffeis bei Gallarate auf einer 500-cm³-Bianchi mit V2-Motor mit einer Durchschnittsgeschwindigkeit von 125 km/h einen neuen Weltrekord für Motorräder über den fliegenden Kilometer auf.
Carlo Maffeis verunglückte am 10. September 1921 auf seiner 500er-Bianchi beim Gran Premio del Moto Club d’Italia auf dem Circuito della Fascia d’Oro in Montichiari schwer. Zwei Tage später erlag er im Alter von 38 Jahren seinen schweren Verletzungen.

## Erfolge
- 1913 – Italienischer 500-cm³-Meister auf Moto Rêve